# بچه‌های نفت
بچه‌های نفت فیلمی به کارگردانی  و نویسندگی ابراهیم فروزش ساختهٔ سال ۱۳۷۸ است.

## بازیگران
- میلاد رضایی
- آذر خسروی
- میلاد شادی
- نسرین دوستان
- سجاد رضایی
- حمیده بختیاری
- افشین حاتمی
- پریناز خوشه
- محمد قنبری
- نغمه کی شمس